# 소설 광복군
소설 광복군은 1967년 광복군 출신의 박영만이 출판한 상.하 2권짜리 책이다. 상권은 광복군 3지대장 백파 김학규 장군을 주인공으로 한 것이고, 하권은 박정희가 주인공이다. 박정희가 광복군의 비밀요원이었다는 잘못된 내용을 담아 보수 일각에서 박정희의 친일을 부인하는 재료로 사용되기도 했다.

## 내용
비밀광복군설의 ‘원전(原典)’은 1967년 박영만이 쓴 소설 ‘광복군’이다. 광복군 출신인 박씨는 이 책에서 박정희의 일제 말기 행적을 마치 직접 본 것처럼 소상히 묘사했다. ‘광복군’에 따르면 만군 중위 박정희는 1945년 2월 광복군에 가담한 뒤 뜻이 맞는 한국인 동료들과 부대 안에 비밀조직을 만들고 훈련 때면 사병들에게 우회적 방식으로 독립사상도 고취했다. 이어 광복군 제3지대장이던 김학규 장군으로부터 “부대를 장악하고 있다가 적당한 기회에 일본군을 공격하라”는 명령을 받고 대기하던 중 일제가 예상보다 빨리 항복하는 바람에 거사 시기를 놓쳤다는 게 골자다.
“대통령이란 그분의 위치가 위치니만큼 오해를 사기 쉬워 도에 넘칠 정도로 그분에 관한 것을 파고들었다. 그러고도 마음이 놓이지 않아 직접 본인의 교열까지 받았다. 박정희 동지는 격무 속에서도 원고를 자세히 읽어 주셨으며, 몇 군데 고쳐 달라는 당부까지 하셨다.” 박씨는 ‘광복군’ 서문에 이렇게 썼다. 박정희 본인의 확인을 거쳤다는 주장이다.
하지만 이는 사실이 아니다. 당시 정황을 비교적 잘 아는 김승곤 전 광복회장은 “박영만은 청와대에서 돈을 받을 줄 알고 ‘광복군’을 썼는데, 내용을 훑어본 박 대통령은 ‘내가 어디 광복군이냐. 누가 이 따위 책을 쓰라고 했냐’며 화를 냈고, 결국 박영만은 돈 한푼 못 받고 거창하게 준비한 출판기념회도 치르지 못했다”고 증언했다.
박정희 비밀광복군설이 거짓임은 기존의 연구에서 이미 확인된 사실이다. “5·16 이후 반혁명사건으로 옥살이를 마치고 풀려난 박창암 전 혁명검찰부장 앞에 박영만이 찾아왔다. 대뜸 ‘같이 박 대통령을 한번 도와보자. 어느 지하운동 리더의 공적을 박 대통령 것으로 만들고 싶으니 도와 달라’고 부탁했는데 박창암은 일언지하에 거절했다. 그러나 1967년 박영만은 기어이 ‘광복군’을 출간했다. (…) 박영만은 책을 박정희에게 전달했으나 환대는커녕 호통을 들은 것으로 전해진다.” (정운현 저 ‘실록 군인 박정희’ 118쪽)
해방 직후 북경에는 광복군 출신, 학도병 출신 등 수많은 조선 청년들이 집결하였다. 그 숫자가 대략 400여 명에 달했는데 만주군 대위 출신은 신현준과 중위 출신의 박정희 전 대통령도 있었다. 임시정부는 동북반사처(辦事處) 최용덕 처장을 보내 이들에게 임시거처를 마련해주었다. 그러고는 이들을 임시로 김학규 광복군 3지대장 휘하로 편입시켰다. 이때 박정희는 만주군 장교 경력을 인정받아 3지대 1대대 2중대장을 맡았다. 이들은 모두 '해방 후 광복군'이다.
박정희처럼 고등교육을 받은 일본군 장교는 “(세력 확장을 위해) 일본군 출신 조선인들을 광복군에 적극 편입한다”는 한국독립당의 방침에 따라 광복군에 적극 편입됐다. 염인호 서울시립대 교수(사학)가 쓴 논문 ‘해방 후 한국독립당의 중국 관내지방에서의 광복군 확군활동’을 보면, ‘박정희처럼 해방 이후 확군된 병사의 수는 베이징 1300여명, 난징 800여명, 상하이 1300여명 등’인 것으로 나타난다.
박정희가 소속된 광복군 부대는 북평잠편지대일 것으로 보이는데, 일부 증언에는 제3지대 주평진대대(駐平津大隊)라고도 한다. 평진이란 북평과 천진에서 따온 말이다. 이 부대의 대대장은 박정희와 같이 근무한 신현준이었고 신현준은 광복군의 존재를 해방 이전에는 알지 못했다고 회고했다. 이 부대는 실제 광복군 부대라기보다 해방이라는 급격한 상황 변화에 따라 광복군이 세불리기 차원에서 부대 명칭을 부여한 것으로, 사실상 일종의 포로수용부대였다. 이들 부대를 관리한 중국쪽 기관이 부로관리처(俘虜管理處)인 것도 이를 증명한다.
이게 박정희가 일제 패망 이전에 광복군 비밀요원이었다는 식으로 기술한 소설 <광복군>(저자 박영만)의 근거로 활용됐다. 그러나 이는 사실이 아니다. 박정희·신현준이 광복군 김학규 장군에게서 “적당한 시기에 일본군을 공격하라”는 명령을 받고 1945년 7월에 베이징에서 다시 철석부대로 돌아오는 등 비밀광복군이었다는 얘기는 거짓말이라는 것이다. 간도특설대에 대해 제대로 증언한 유일한 증언자 이용(李龍)의 증언이다. 그의 이름은 해방 전엔 이집용(李集龍)이었다.
광복군 출신인 장준하는 1967년 대선에 맞추어 나온 소설 광복군(저자 박영만)에 격분한다. 친일파 박정희 대통령을 비밀광복군으로 둔갑시켰기 때문이었다. 1967년도 당시에 야당 대통령 후보 윤보선을 지지하며 전국을 돌아다니면서 줄기차게 비판한다. 고상만의 ‘중정이 기록한 장준하’ 책에도 그 이야기가 언급돼 있다. ‘지금 현재 일각에서 박정희 후보가 광복군이라고 하면서 써놓은 책이 있는데 이것은 전부 다 거짓말이다. 내가 광복군이기 때문에 정확히 안다. 그는 당시에 만주에서 일본군 장교로 있었다.’ 이같은 언급에 대해서 당시 중앙정보부가 중요상황 보고로 장준하의 발언을 일일이 기록했다.
소설 광복군이 출간될 당시 중앙정보부에 근무한 이종찬 전 국회의원의 증언이다. “이건 내가 실제로 겪은 것으로 1967~68년 중앙정보부에 ‘<광복군>(저자 박영만) 책을 모두 거둬들이라’는 지시가 내려왔다. 어렵게 책을 수거해 봤더니 ‘박정희가 광복군 활동을 했다’는 내용이었다. 박 대통령이 그것을 읽고 ‘이런 거짓말을 해선 안된다. 해방 후 김학규 광복군 3지대장이 만주에 있던 한국 국적 군인을 모았다. 그때 잠시 구대장으로 사병을 모아 훈련시킨 적이 있다. 이것은 해방 이후로 내가 장준하나 김준엽처럼 일제때 독립군을 했다는 것은 말이 안된다. 그래서 책을 거두어들이라고 했다’는 것이다.”
박정희는 쿠데타 후에 임시정부 요인 백강 조경한 선생을 찾아가 친일군인으로서 독립군을 토벌했다고 말했다. 이는 백강의 외손자이자 독립운동사 연구가인 심정섭이 외할아버지 백강으로부터 전해들은 이야기다. 심정섭에 따르면, 쿠데타 이후 민정이양을 준비할 무렵 박 전 대통령이 백강 선생을 찾아와 큰절을 한 뒤 “저는 다카키 마사오입니다. 저는 일제 때 친일 군인으로서 독립군 토벌에 앞장섰고, 해방 직후에는 광복군 중대장을 지냈습니다. 김구 선생님을 존경했지만 해방 후 한독당에 입당하지 못했고, 형제 때문에 남로당 입당해 공산 활동을 한 죄인입니다. 그러나 자수를 해서 대한민국 군인으로서 오늘날까지 살았습니다. 그러나 현재 나라가 반공 정신이 미약해지고 위기에 처해 이렇게 혁명을 일으켰습니다”라며 자신의 행적을 고백했다는 것이다. 그러면서 박 전 대통령은 “앞으로 혁명 정부를 이끌 만한 인물을 찾고 있는데 현재 정치인은 대부분 친일 아니면 이승만 정권에 붙었던 세력이고, 임시정부 인사는 대부분 좌파적 입장에 서있어 유독 백강 선생님이 적임자라고 생각합니다”라며 입당을 권유했다는 것이다.
소설광복군에 근거하여 많은 가짜 정보들이 유통되었다. 육군본부가 발간한 '창군전사', 장창국이 출간한 '육사 졸업생'에도 등장한다.
‘만주에 있던 장교들은 그들대로의 지하조직이 있었다. 박정희, 신현준, 이주일 등은 광복군 제3지대의 비밀 광복군으로서 거사 직전에 해방을 맞이했다.’ (육군본부 발간 ‘창군전사’ 265쪽)
창군전사 말고도 박정희를 비밀 광복군으로 묘사한 책은 더 있다. 박정희 정권에서 합참의장, 국회의원을 지낸 장창국(사망)씨는 1984년 출간한 ‘육사 졸업생'에서 박정희가 비밀 광복군에 가담한 경위를 이렇게 기록했다.
“신태양악극단이 1945년 2월9일 (만주군) 7연대에 들어가 공연을 했다. 광복군은 이 악극단에 잡역부를 가장한 공작원 이용기를 투입했다. 이씨는 부대 간부들과의 회식 자리에서 박정희 중위, 신현준 대위와 만나는 데 성공했다. 이씨는 광복군 총사령관 이청천 장군의 직인이 찍힌 광복군 임명장을 박 중위와 신 대위에게 줬다. 이래서 그들은 광복군 비밀요원이 됐다.” (‘육사 졸업생’ 26쪽)
그러나 이는 모두 날조된 것이다. 부대장의 이름을 따 일명 '철석부대'로 불린 이 부대는 1939년 명월구에서 조선인 독립대대로 출발한 부대로 박정희는 이 부대에 간 적이 없다. 철석부대 출신인 박창암(육군 준장 예편, 작고)씨, 송석하(육군 소장 예편, 작고)씨 등은 생전에 "박정희는 철석부대 문전에도 가본 적이 없다"고 증언한 바 있다.
또 '신태양 악극단' 단장을 지낸 작곡가 손목인(작고)씨는 생전에 "더러 군대 위문도 갔지만 철석부대는 들어본 일이 없고, 이용기라는 이름도 기억나지 않는다"고 증언했다. 또 단원이었던 가수 신카나리아씨와 영화배우 황해씨 등도 지난 97년 "이용기라는 이름은 기억에 없다"고 증언한 바 있다.
박정희와 8단에 같이 근무했던 방원철(육군대령 예편, 작고)씨는 "8단 시절 연예인이 부대로 위문온 적이 없었다"며 "박정희는 8단 부임 이후 반벽산(단 본부 소재지)을 떠난 적이 단 한번도 없었다"고 증언했다
소설 광복군의 여파는 최근까지 이어져 드라마 <여명의 눈동자>와 영화 <건축무한육면각체의 비밀>에서도 독립군 박정희의 모습을 사실처럼 그려 독립운동가들의 항의를 받기도 했다.

### 과장된 광복군 숫자와 가짜 독립유공자
독립운동가 서훈을 둘러싼 ‘잡음’ 한가운데에는 어김없이 광복군이 있었다. 서훈 잡음은 크게 세 갈래로 나눌 수 있는데, 첫째가 친일파 서훈, 둘째가 5단계로 나뉜 건국훈장 등급, 셋째가 ‘가짜’ 또는 ‘자격 미달’ 광복군이다. 앞의 두 논란은 그동안 여러 차례 언론의 주목을 받았지만, 광복군을 입 밖에 내는 것은 우리 사회에서 사실상 금기에 가까웠다.
광복군 숫자에 과장이 많은 것으로 밝혀졌다. 그 이유는 기존의 광복군에 '해방 후 광복군'이 대거 포함됐기 때문이다. 2005년 SBS 삼일절 특집 뉴스추적 취재에 의하면, 1945년 4월에 작성된 대한민국임시정부 문서에는 광복군의 인원이 339명으로 기록되어 있지만, 대한민국의 독립유공자로 선정된 광복군은 560명이다. 이들 중 해방 후인 8월 19일에 입대한 사람도 있다. 광복군 군무부장을 지낸 약산 김원봉이 작성한 <대한민국 임시정부 의정원 문서> ‘광복군 현세’를 보면, 1945년 3월 현재 광복군의 수는 총사령부 108명, 1지대 89명, 2지대 185명, 3지대 119명, 기타 13명 등을 합쳐 514명인 것으로 확인된다. 이 가운데 중국인의 수는 65명으로 이를 뺀 광복군의 실제 인원은 449명이다.
광복군 제1지대 대원이었던 독립운동가 김득명은 “이것도 사실 중국으로부터 물자를 타기 위해 부풀려진 수”라고 말했다. 광복군은 당시 중국의 경제 원조를 받고 있었다. 김씨는 “중국정부로부터 더 많은 보급물품을 타기 위해 가족 등 관련 없는 이들도 숫자에 포함시켰다”고 밝혔다. 김씨의 증언을 차치하고 공식문서에 언급된 339명이 모두 ‘진성 광복군’이라 하더라도 광복군 독립유공자 560명과는 차이는 매우 많다. 일제가 패망하면서 광복군에 편입된 이들이 많았기 때문인 것으로 보인다.
특히 일본군 포로로 중국군 포로수용소에 잡혀있던 한인 출신 포로들이 광복 직후 임시정부에 무더기로 인계되고, 이들이 광복군으로 편입돼 임정과 같이 귀국하면서 인원이 부정확해졌다는 분석이 많다. 가짜 광복군 논란은 이들(토교대)을 비롯, 비호대와 3지대 등에서 주로 불거지고 있다.
박정희처럼 고등교육을 받은 일본군 장교는 “(세력 확장을 위해) 일본군 출신 조선인들을 광복군에 적극 편입한다”는 한국독립당의 방침에 따라 광복군에 적극 편입됐다. 염인호 서울시립대 교수(사학)가 쓴 논문 ‘해방 후 한국독립당의 중국 관내지방에서의 광복군 확군활동’을 보면, ‘박정희처럼 해방 이후 확군된 병사의 수는 베이징 1300여명, 난징 800여명, 상하이 1300여명 등’인 것으로 나타난다.
박정희가 '해방후 광복군'이기는커녕 길거리를 배회하던 그를 체포해서 국내로 송환했다는 자료도 있다. 김홍신의 홈페이지 '박정희 광복군편입은 허위날조'에 따르면 광복군 출신의 항일투사 이재현(이형진의 부친)은 북평 판사처 주임(광복군 소령/지역 사령관)이었다. 일제가 패망하자 박정희가 속한 만주군 8단이 해체되고 베이징으로 나와 길거리를 배회하던 박정희를 잡아 들여 한국으로 송환한 책임자가 이재현이라고 한다. 당시 북평 판사처의 임무는 재 중국동포와 한국 국적의 일본군들을 본국으로 송환하는 것이 임무였다. 일본군 출신이 너무 많아 군의 편제가 필요하여 신현준 일본군 대위를 대대장으로 이주일과 박정희 일본군 중위를 중대장으로 하여 통솔케 하고 본국으로 송환하였던 것뿐이다. 박정희가 광복군 3지대에 편입되었다는 주장은 틀렸다는 것이다. 이 내용은 전 정보원장인 이종찬 씨가 2004년 8월 26일 중앙일보에 투고한 글에 대한 반박을 위해 쓴 글이었다.
광복군 출신의 한 인사는 “가짜 논쟁에서 가장 많이 거론되는 사람들은 광복군 3지대 출신”이라고 말했다. 총사령부가 있는 충칭에 있었던 1지대나 시안에 거점을 둔 2지대와 달리 3지대는 본부에서 멀리 떨어진 안후이성 푸양에 본부를 둬 본부의 직접 통제가 어려웠다. 광복회 간부 출신인 한 인사는 “서훈 초기에 광복군에 잠시라도 몸담았던 사람들이 너나 없이 3지대장이었던 김학규 장군에게 몰려가 서로 인우보증을 서가며 서훈을 받았다”며 “그런 사람들 가운데 가짜나 자격 미달자가 많을 것”이라고 말했다.
정운현 전 <오마이뉴스> 편집국장은 김삼웅 독립기념관장과 함께 1992년 펴낸 <친일파2>에서 “(전두환) 국보위 시절 정부는 독립유공자들 가운데 가짜가 많다는 진정서를 접수해 대상자 100여명을 조사했는데, 40여명이 가짜였던 것으로 알려져 있다”고 적었다. 독립유공자 포상 초기인 1960년대 “백지가 나돈 적이 있다”는 것은 독립유공자들 사이에 공공연한 비밀이라고 광복회 간부를 지낸 한 인사가 귀띔했다. 자주 거론되는 부대는 △광복군 3지대 △토교대 △광복군 1지대 3구대(비호대) 등이다.
가짜 독립유공자가 많다는 지적은 1990년대부터 꾸준히 제기돼 왔다. 중국 국민당 정부에서 한국광복군 지원 업무를 맡았던 왕지셴 전 상교(대령)는 1994년 월간지 ‘말’과의 인터뷰에서 “일본군에 있던 한국인 91명이 ‘비호대’란 단체를 결성해 중국군 9전구(후난성 소재) 사령관을 돕고자 항일전투에 참가했다던데 사실인가”라고 묻자 “비호대란 단체는 들어본 적이 없다”고 잘라 말했다. 그는 “나 같은 정보장교도 9전구 사령관을 만나기 힘들었다. 한국광복군 중에서는 만난 이가 거의 없다”면서 “비호대 조직설은 거의 상상에 가까운 이야기”라고 강조했다. 일부 한국인이 검증되지 않은 단체 이름을 지어내 독립유공자 행세를 해왔음을 추론할 수 있다.
왕 전 상교는 한국에서 가짜 독립투사가 대거 등장한 이유로 1945년 해방 뒤 일본군에서 활동하던 한국인이 광복군으로 들어가 ‘신분 세탁’에 나섰기 때문으로 봤다. 광복군 출신 독립운동가이자 민주화운동가인 장준하(1918~1975)의 장남 호권(광복회 서울지부장)씨도 엉터리 독립유공자의 유래를 사이비 광복군(해방 후 광복군)에서 찾는다. 일본군이었다가 해방 뒤 거처를 마련하지 못하고 떠돌던 이들 상당수가 귀국해서 광복군 노릇을 했다고 주장한다는 것이다.